# Casper (rappeur)
Pour les articles homonymes, voir Casper.
Casper, de son vrai nom Benjamin Griffey, né le 25 septembre 1982 à Extertal, près de Bielefeld, est un rappeur et chanteur allemand.

## Biographie

### Débuts

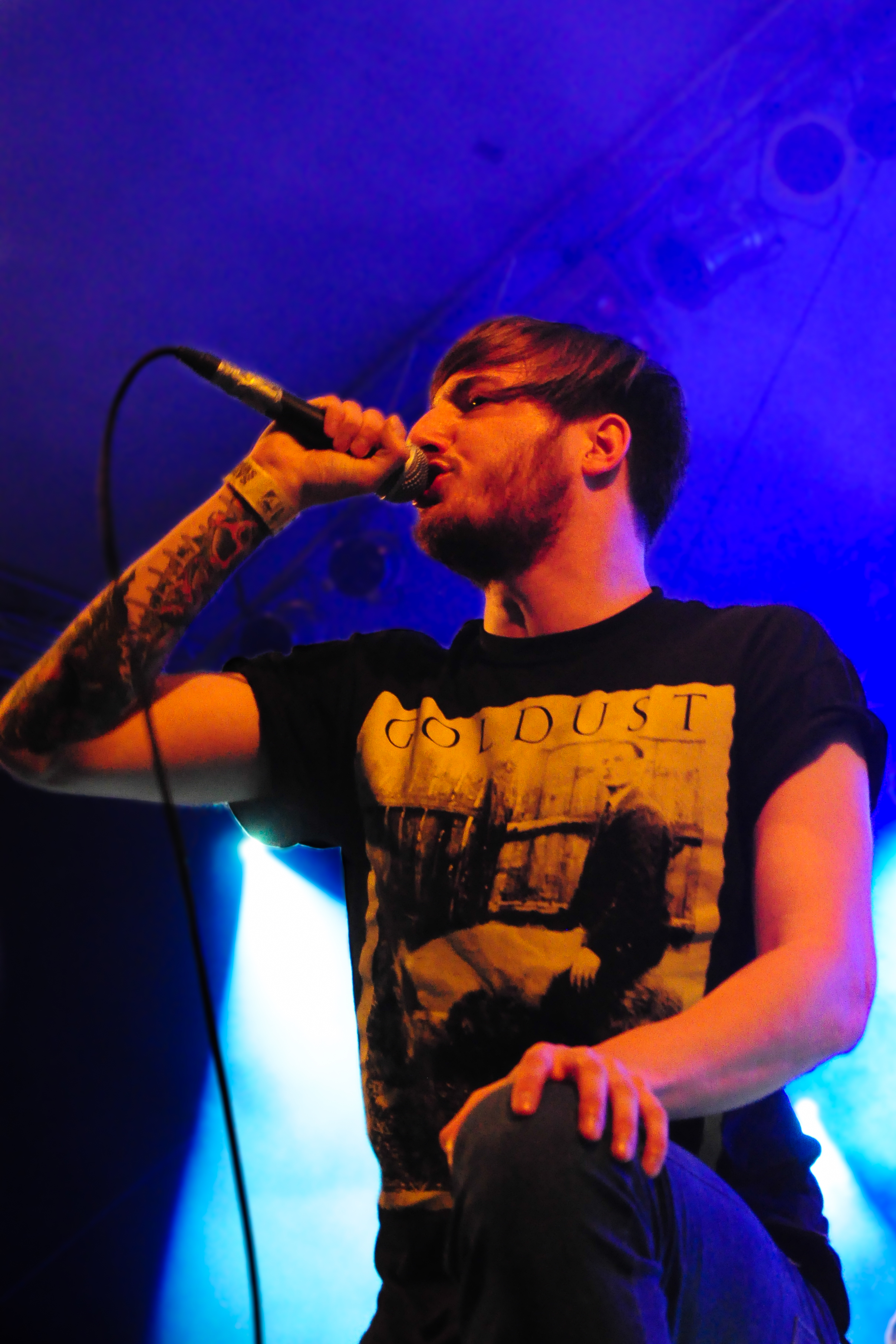
Casper au Spack!Festival 2011 à Wirges, Allemagne.

Casper est né en Allemagne, où sa famille vivait dans le village de Bösingfeld qui fait partie de la commune de Extertal. Elle déménage à Augusta, en Géorgie aux États-Unis, alors qu'il est âgé de deux semaines. À onze ans, il revient en Allemagne avec sa mère. Il écrit des textes dans un cahier afin d'améliorer son allemand. Il déménage ensuite à Bielefeld qu'il considère comme sa « ville d'origine ». Il s'installe à Berlin-Kreuzberg en 2011.
Motivé par un ami, il participe à des freestyles et à divers enregistrements en studio, et rencontre le rappeur Abroo. Il prend le pseudonyme de Casper, comme le film homonyme qui vient de sortir, un surnom qui lui vient de son père à cause de sa peau claire qui ne bronze pas. Avec lui et Separate (de), il forme le groupe Kinder des Zorns. Dans leurs enregistrements, ils se succèdent dans des solos. Sous le label de Separate, Buckwheats Music, paraît en 2004 Rap Art War, le seul album du groupe. En raison de tensions internes, le groupe se sépare après. Casper fait une brève apparition avec un groupe qu'il a formé, A Fear Called Treason, dans le style metalcore. Puis il est membre du groupe hardcore Not Now Not Ever, avec lequel il publie un EP.
Il revient au hip-hop en 2006 avec une mixtape Die Welt hört Mich. Durant deux ans, il effectue une tournée en Allemagne. Le 9 mai 2008, il sort son premier album solo Hin Zur Sonne, produit par Shuko (de), avec des titres en duo avec Prinz Pi et Kollegah. Casper arrête ses études à l'université de Bielefeld à cause de leurs coûts. Il étudiait en particulier la pédagogie des médias, avec une option en psychologie. À l'hiver 2008-2009, il accompagne Prinz Pi dans sa tournée en Allemagne. Il remporte le prix du meilleur album décerné par MZEE (de).

### Renouveau
En février 2009, il change de label et signe avec Selfmade Records. En collaboration avec les rappeurs Kollegah, Winterthurer Musikfestwochen et Favorite, il sort l'album Chronik 2 qui atteint la quinzième place des ventes d'albums en Allemagne.
En octobre 2010, Casper rompt avec Selfmade Records, et signe pour Four Music. Le 8 juillet 2011, il publie son deuxième album, XOXO, qui est dès la première semaine no 1 des ventes, et pour lequel il est certifié début 2012 d'un disque d'or. Il s'inspire de sa propre vie et met en scène ses sentiments, si bien qu'une l'étiquette de rappeur emo lui est attribuée, un qualificatif dont il s'amuse. En mars 2012, il est nommé aux Echo Awards pour sa chanson Auf und davon.
Le 2 août 2013, sort Im Ascheregen, premier single de l'album Hinterland. Le clip sorti trois semaines plus tard est issu d'un enregistrement du concert donné au Winterthurer Musikfestwochen (de), annonçant une tournée pour octobre 2013. L'album n'est pas orienté purement rap, surtout pas le gangsta rap, en s'amusant avec tous ses clichés sexistes ou homophobes. Il est dominé par des guitares rock qui offrent un beat sur lequel Casper base son flow.
Depuis fin 2015, Casper se produit également sous le nom de Lil Creep dans le genre trap au sein du groupe Gloomy Boyz,, bien qu'il écrit toujours seul comme sa dernière musique Lang lebe der Tod.

## Discographie

### Albums studio
- 2008 : Hin zur Sonne
- 2011 : XOXO
- 2013 : Hinterland

### Mixtapes
- 2006 : Die Welt hört Mich (mixtape)
- 2007 : Exclusive Mixtape (mixtape en ligne)

### Collaborations
- 2004 : Rap Art War (Kinder des Zorns)
- 2009 : Chronik 2 (avec Kollegah, Shiml (de) et Favorite)

### EPs
- 2003 : Grundstein
- 2011 : So perfekt - EP (5 titres, dont deux remixes de So perfekt)
- 2011 : Auf und Davon - EP (5 titres, dont deux remixes de Auf und davon)

### Singles
- 2006 : Kann nicht verlieren
- 2006 : Sie lieben mich jetzt
- 2007 : Party wie die Rockstars
- 2008 : Nie wieder (feat. Prinz Pi)
- 2009 : Herz aus Holz 2009
- 2009 : Mittelfinger hoch (avec Favorite et Kollegah)
- 2011 : So perfekt
- 2011 : Michael X
- 2011 : Auf und davon
- 2011 : Nie Wieder (Akustik Version) (feat. Prinz Pi)
- 2012 : Nie Auf (avec Cro feat. Timid Tiger)
- 2012 : Halbe Mille
- 2013 : 100X
- 2013 : Im Ascheregen
- 2013 : Hinterland
- 2016 : Lang lebe der tod

## Distinctions
- 2011 : 1Live Krone (Meilleur album)[10]
- 2012 : 1Live Krone (Meilleure prestation live)
- 2012 : Disque d'or en Allemagne pour XOXO[11]
- 2012 : Echo dans la catégorie Hip-hop/urban
- 2013 : Disque de platine en Allemagne pour XOXO
- 2013 : Disque d'or en Allemagne pour Hinterland
- 2013 : 1Live Krone (Meilleur album)
- 2013 : 1Live Krone (Meilleur artiste)
- 2014 : Disque d'or en Autriche pour Hinterland[12]
- 2014 : Disque de platine en Allemagne pour Hinterland[13]